# 平川崇賢
平川 崇賢（ひらかわ そうけん、1945年8月13日 - ）は、日本の政治家。元沖縄県石川市長（1期）。

## 来歴
沖縄県出身。琉球政府立工業高等学校（現・沖縄県立沖縄工業高等学校）卒。石川市議会議員、石川青年会議所理事長を経て、2002年、石川市長選挙に立候補し、現職の金城秀吉を破って当選した。市長を2005年の合併まで務めた。市長退任後はうるま市社会福祉協議会会長を務めた。